# WTA Challenger de Vancouver
O WTA Challenger de Vancouver – ou Odlum Brown VanOpen, na  última edição – foi um torneio de tênis profissional feminino, de nível WTA 125.
Realizado em Vancouver, no oeste do Canadá, estreou em 2022 e durou uma edição. Estava programado para o ano seguinte, mas depois foi anunciado um hiato para reformas no local de competição. Os jogos eram disputados em quadras duras durante o mês de agosto.

## Finais

### Simples
| Ano  | Campeã                     | Vice-campeã     | Resultado |
| ---- | -------------------------- | --------------- | --------- |
| 2022 | Valentini Grammatikopoulou | Lucia Bronzetti | 6–2, 6–4  |

### Duplas
| Ano  | Campeãs                 | Vice-campeãs               | Resultado |
| ---- | ----------------------- | -------------------------- | --------- |
| 2022 | Miyu Kato Asia Muhammad | Tímea Babos Angela Kulikov | 6–3, 7–5  |